# كلماخو (اللاذقية)
كلماخو قرية و بلدة وناحية سورية إدارية تتبع منطقة اللاذقية في محافظة اللاذقية. بلغ عدد سكان الناحية 12000 نسمة بين مغتربين ومقيمين حسب تصريحات صحفية عام 2009.
تبعد القرية عن مدينة اللاذقية حوالي 23كم ، وتقع القرية في السفوح الغربية لجبال اللاذقية، وتتربع القرية على سطح هضبة كلسية متسعة نسبياً، وتنحدر تدريجياً باتجاه الغرب حيث تفصلها مجموعة من التلال المحددة بواسطة المجاري المائية عن السهل الساحلي، بينما تنحدر جنوباً على وادي بركات الذي يشكل بدوره الحد الفاصل لها عن القرى المجاورة، وترتفع عن مستوى سطح البحر 181م.
القرية زراعية تسود في أراضيها التربة الكلسية الغضارية المتحللة منها وضعياً، وتعد الزراعة البعلية والمروية من نهر الجديدة مصدراً أساسياً للدخل الأسري في كلماخو، حيث يعمل السكان بالزراعة.
يوجد الكثير من الآثار في القرية، لا سيما الآثار العائدة إلى العهدين الروماني والبيزنطي، والتي تأتي في مقدمتها القناة المائية التي تم اكتشافها عام 1965م.

## التسمية
يعتقد أن اسم كلماخو يعود إلى أصول لغوية سومرية يتركب من المقاطع الثلاثة الصريحة: (كل_ما_خو) وذلك هو كما حال الأبجدية السومرية المقطعية تلك.